# Heinrich Stegmann

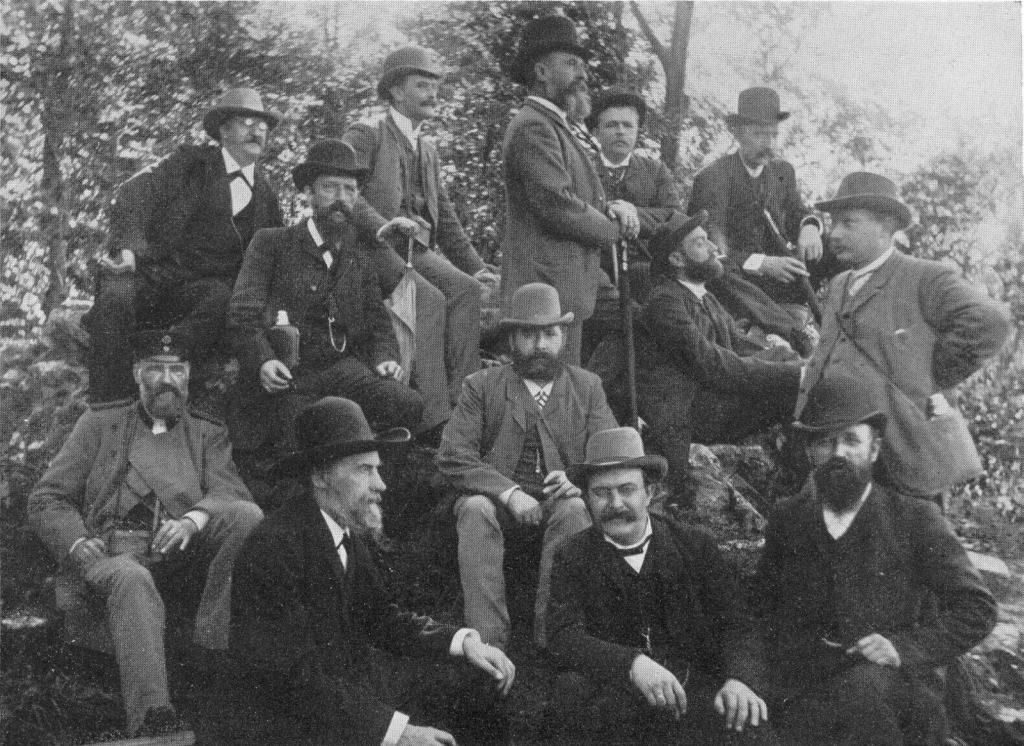
Heinrich Stegmann im Kreise der „Kleiderseller“ am 21. September 1890 (jeweils von links):
Dreiergruppe oben links: Johannes Fehn, Heinrich Stegmann, Otto Haeusler
Fünfergruppe oben rechts: Friedrich Brauns, von der Osten, Ulrich Kirchenpauer, Seeck, Bodenstein
Vorletzte Reihe von unten (sitzend): Adolf Bäbenroth, Thiel
Unterste Reihe: Wilhelm Raabe, Wilhelm Brandes, Heinrich Büssing

Heinrich Stegmann (* 25. März 1846 in Bückeburg; † 28. November 1901 in Braunschweig) war ein deutscher Ingenieur, Direktor und Teilhaber der Signalbaufabrik M. Jüdel & Co. in Braunschweig. Er war ein enger Freund des Dichters Wilhelm Raabe.

## Leben
Stegmann war das älteste Kind eines lippischen Steuerbeamten. Er wuchs in Hagenburg am Steinhuder Meer auf, wo er die Dorfschule besuchte. In Hannover absolvierte er eine Kaufmannslehre. Stegmann ging nach Braunschweig, wo er 1870 heiratete und verschiedenen beruflichen Tätigkeiten nachging. In der zweiten Hälfte der 1870er Jahre trat er in die Signalbaufabrik M. Jüdel & Co. ein. In diesem Unternehmen war er bis zu seinem Tod 1901 als Ingenieur, Direktor und Teilhaber tätig.
Stegmann wohnte seit 1878 im Braunschweiger Stadtviertel Krähenfeld in der Salzdahlumer Straße 6, wo er zu den Nachbarn und Freunden Wilhelm Raabes zählte. Beide waren in der geselligen Vereinigung der Kleiderseller aktiv. Stegmann verfasste eine 1893 publizierte Arbeit über die Geschichte der Porzellanmanufaktur Fürstenberg im 18. Jahrhundert, die Wilhelm Raabe als Anregung und Vorlage für die Erzählung Hastenbeck diente.

## Schriften
- Sonst und Jetzt : eine Plauderei zur Feier der Vollendung des tausendsten Weichenstellwerks durch die Eisenbahnsignal-Bauanstalt von Max Jüdel & Co. in Braunschweig, Hof-Buchdruckerei Julius Krampe, Braunschweig, 1892.
- Die Fürstlich Braunschweigische Porzellanfabrik zu Fürstenberg. Ein Beitrag zur Geschichte des Kunstgewerbes und der wirthschaftlichen Zustände im achtzehnten Jahrhundert, Verlag Benno Goeritz, Braunschweig, 1893.